# 58605 Liutungsheng
58605 Liutungsheng este un asteroid din centura principală de asteroizi.

## Descriere
58605 Liutungsheng este un asteroid din centura principală de asteroizi. A fost descoperit pe 8 octombrie 1997 la Xinglong în cadrul programului Beijing Schmidt CCD Asteroid Program. Asteroidul prezintă o orbită caracterizată de o semiaxă mare de 2,38 ua, o excentricitate de 0,23 și o înclinație de 1,3° în raport cu ecliptica.